# Barokpop
Barokpop (ook wel barokrock genoemd) is een muziekgenre waarbij rock en popmuziek gecombineerd wordt met bepaalde elementen uit de barokmuziek. De stijl ontstond in het midden van de jaren '60 van de twintigste eeuw toen artiesten een majestueus orkestgeluid in hun nummers nastreefden. Nummers uit dit genre zijn te herkennen aan de instrumentatie en compositie in de stijl van barokmuziek, de contrapuntische melodieën, harmonieën en aan hun dramatische of melancholische voorkomen. Veelal wordt een klavecimbel gebruikt en wordt gebruikgemaakt van strijk- en blaassecties.

## Ontstaan
Al vanaf de jaren '40 werden klavecimbels in popopnamen gebruikt. Vanaf het midden van de jaren '60 werd deze door meer producers (o.a. Phil Spector en Brian Wilson van The Beach Boys) naar de voorgrond geplaatst van het muziekarrangement. Ten dele geïnspireerd door het geluid van In My Life van The Beatles uit 1965, werd de klassieke instrumentatie door meer bands geadopteerd in hun arrangementen vanaf begin 1966. De term "barokrock" werd voor het eerst gebruikt in promotiemateriaal voor The Left Banke, die klavecimbels en violen gebruikten in hun arrangementen. Hun nummer Walk Away Renée is exemplarisch voor het genre.
In de jaren '70 verloor het genre aan populariteit, onder andere door het opkomen van punkrock, disco en hardrock.

## Achtergrond

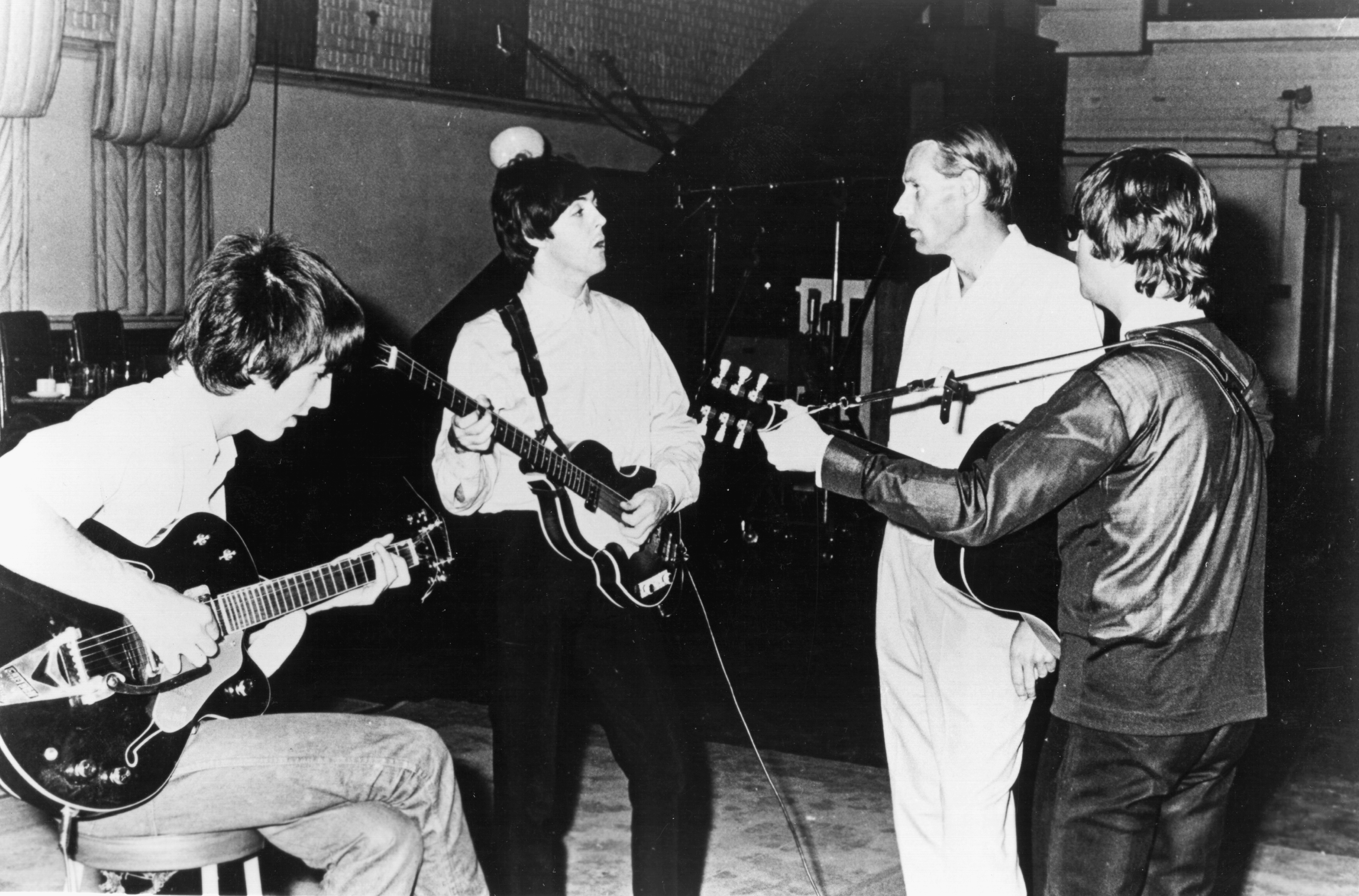
The Beatles in de studio met hun producer George Martin, circa 1965

Eind jaren '50 en begin jaren '60 werd een enkele keer de klavecimbel op de voorgrond van een arrangement geplaatst. Bijvoorbeeld door The Jamies in het nummer "Summertime, Summertime" uit 1958 of door The Beach Boys met "When I Grow Up (To Be a Man)" uit 1965. Redacteur Forrest Wickman van Slate acht Brian Wilson en George Martin (producer van the Beatles) het "meest verantwoordelijk" te zijn voor de verschuiving van popmuziek in de richting van barokpop.
The Beatles maakten gebruik van de klassieke muzikale kwaliteiten van George Martin, die een klavecimbelsolo inspeelde voor het nummer "In My Life", dat op het album Rubber Soul verscheen, eind 1965. (N.B. In werkelijkheid speelde hij de solo op een piano, terwijl de opnameband op halve snelheid draaide. De versnelde piano klinkt als een klavecimbel.) De auteur Joe Harrington stelde dat na het verschijnen van dit nummer, steeds meer "Barokrock"-werken hun intrede deden. Producer Tommy LiPuma zei daarover: "Nadat The Beatles dat klavecimbelgeluid lieten horen in 'In My Life', begon menig popproducer ook van dit geluid gebruik te maken."

### Opkomst

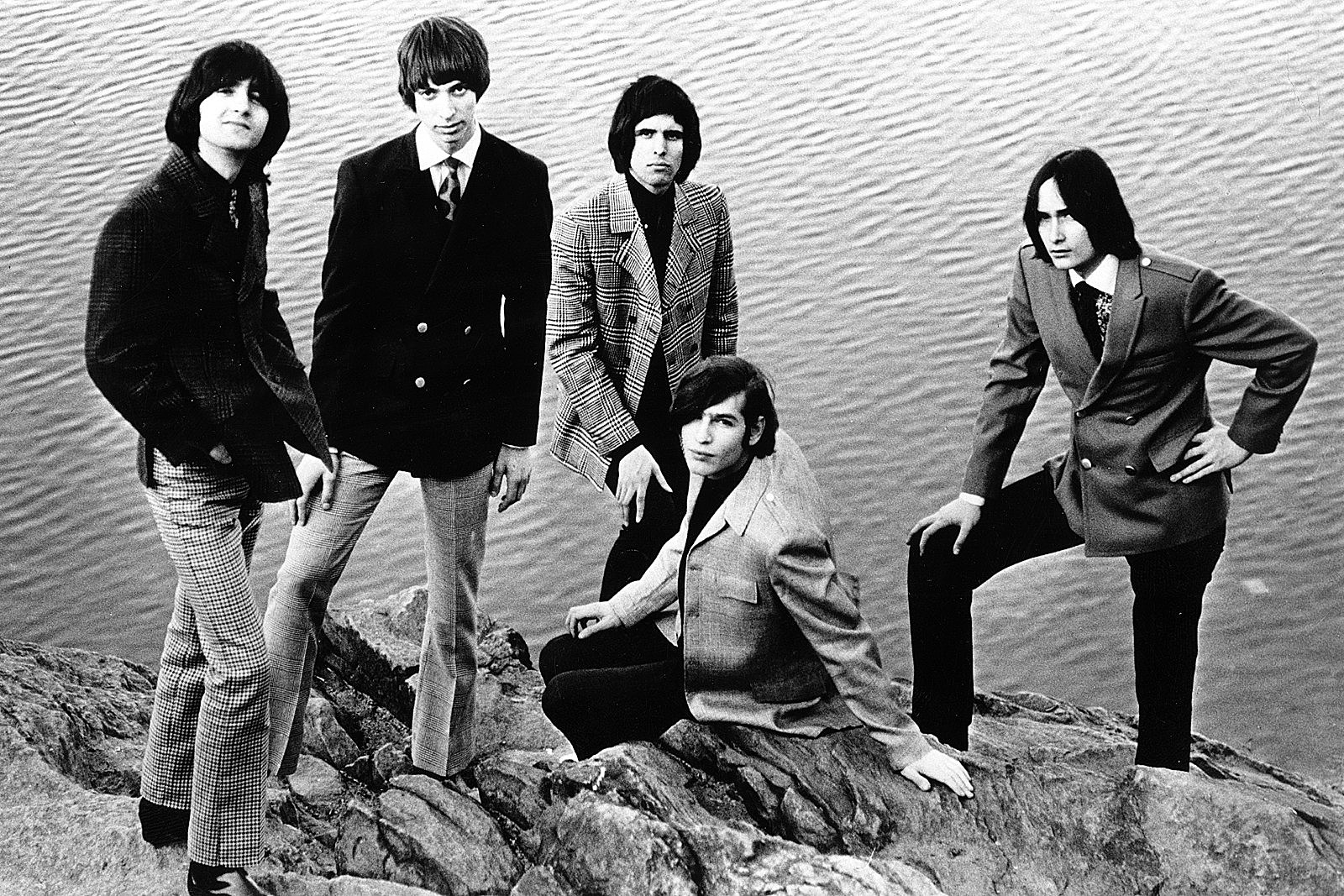
The Left Banke, 1966

Het genre vindt zijn oorsprong in de Verenigde Staten en het Verenigd Koninkrijk. In het begin van 1966 werd door diverse bands en barok- en klassieke instrumentatie toegepast onder de naam "barockrock". Het singletje She's Not There van The Zombies uit 1964 kan gemarkeerd worden als het startpunt voor Britse barokpop. Het nummer inspireerde Michael Brown om The Left Banke te vormen. Hun single "Walk Away Renée" wordt gezien als eerste herkenbare barokpopsingle. Anderzijds werd door Decider geschreven dat het album Pet Sounds van The Beach Boys uit mei 1966 "almost single-handedly created the idea of 'baroque pop.'" Op het album is onder andere in God Only Knows de klavecimbel prominent aanwezig.

### Voorbeelden
Enkele voorbeelden van nummers in het genre:
- The Beatles - Eleanor Rigby (1966)
- The Left Banke - Pretty Ballerina (1966)
- Procol Harum - A Whiter Shade of Pale (1967)
- The Moody Blues - Nights in White Satin (1967)

Enkele voorbeelden van albums in het genre:
- The Zombies - Odessey and Oracle (1967)
- David Bowie - David Bowie (1967)

Een voorbeeld van een Nederlandstalig barokpopalbum is Picknick (1967) van Boudewijn de Groot.